# Lista de partidos políticos em Portugal
Esta lista enumera todos os partidos políticos existentes em Portugal desde a Monarquia Constitucional até à atual Terceira República.
Desde a Revolução de 25 de Abril de 1974, a qual derrubou a ditadura do Estado Novo, Portugal passou a ter um sistema multipartidário, ao nível nacional e ao nível regional ou autónomo. O Partido Socialista (PS) e o Partido Social Democrata (PSD/PPD) são os dois partidos mais votados em todas as eleições legislativas desde as eleições legislativas de 1976, tendo obtido, em conjunto, sempre mais de metade dos deputados na Assembleia da República, mantendo um cenário de bipartidarismo. O Partido Comunista Português (PCP) é, atualmente, o único partido, além dos já referidos acima, que tem representação parlamentar desde 1976. O Partido Renovador Democrático (PRD) teve só representação parlamentar nas eleições legislativas de 1985 e nas de 1987. A União Democrática Popular (UDP) teve apenas representação parlamentar nas eleições legislativas de 1976, 1979, 1980, 1991 e 1995. O Bloco de Esquerda (B.E.) mantém representação parlamentar desde as eleições de 1999. O Partido da Solidariedade Nacional (PSN) teve unicamente representação parlamentar nas eleições de 1991. A partir das eleições legislativas de 2015, o Pessoas–Animais–Natureza (PAN) passou a ter também representação parlamentar. Com as eleições legislativas de 2019, o Chega (CH) , a Iniciativa Liberal (IL) e o Livre (L) entraram na Assembleia da República, com um deputado cada. Nas eleições legislativas de 2022, o CDS – Partido Popular (CDS-PP) perdeu a sua representação parlamentar pela primeira vez desde 1976, tendo reganhado representação em 2024. O Partido Ecologista "Os Verdes" (PEV), que concorre desde as eleições de 1987 em coligação com o PCP, na Coligação Democrática Unitária (CDU, ou, para efeitos eleitorais PCP-PEV), perdeu também os seus representantes nas Eleições de 2022.

## Partidos e agremiações políticas da III República (1974 — atualidade)

### Partidos políticos com representantes eleitos
| Nome  | Nome                                 | Líder                                                                        | Ideologia | AR       | Aç.     | Mad.    | EU     | Prs.M.        | Ver.M.          | Afiliação europeia |
| ----- | ------------------------------------ | ---------------------------------------------------------------------------- | --- | -------- | ------- | ------- | ------ | ------------- | --------------- | ------------------ |
|       | Partido Social Democrata (PPD/PSD)   | Luís Montenegro                                                              | Conservadorismo liberal Democracia cristã                                                                             | 89 / 230 | 23 / 57 | 23 / 47 | 6 / 21 | 72 / 308 (a)  | 437 / 2 074 (b) | PPE                |
|       | CHEGA (CH)                           | André Ventura                                                                | Nacional-conservadorismo Nacionalismo Conservadorismo social Liberalismo económico Populismo de direita Euroceticismo | 60 / 230 | 5 / 57  | 3 / 47  | 2 / 21 | 0 / 308       | 19 / 2 074      | Patriots.eu        |
|       | Partido Socialista (PS)              | José Luís Carneiro                                                           | Social-democracia Keynesianismo Progressismo                                                                          | 58 / 230 | 23 / 57 | 8 / 47  | 8 / 21 | 148 / 308 (a) | 888 / 2 074 (b) | PSE                |
|       | Iniciativa Liberal (IL)              | Mariana Leitão                                                               | Liberalismo Liberalismo económico Liberalismo clássico Liberalismo cultural Europeísmo                                | 9 / 230  | 1 / 57  | 1 / 47  | 2 / 21 | 0 / 308       | 0 / 2 074       | ALDE               |
|       | LIVRE (L)                            | Liderança coletiva - Grupo de Contacto (porta-voz: Rui Tavares)              | Ecossocialismo Social-democracia Progressismo Europeísmo Democracia deliberativa                                      | 6 / 230  | 0 / 57  | 0 / 47  | 0 / 21 | 1 / 308       | 1 / 2 074       | Greens             |
|       | Partido Comunista Português (PCP)    | Liderança coletiva - Comité Central (secretário-geral: Paulo Raimundo)       | Comunismo Marxismo-leninismo                                                                                          | 3 / 230  | 0 / 57  | 0 / 47  | 1 / 21 | 18 / 308      | 148 / 2 074     | -                  |
|       | CDS – Partido Popular (CDS-PP)       | Nuno Melo                                                                    | Democracia cristã Conservadorismo Liberalismo económico                                                               | 2 / 230  | 2 / 57  | 1 / 47  | 1 / 21 | 6 / 308 (a)   | 31 / 2 074 (b)  | PPE                |
|       | Bloco de Esquerda (B.E.)             | Liderança coletiva - Comissão Política (coordenadora: Mariana Mortágua)      | Socialismo democrático Progressismo Ecossocialismo                                                                    | 1 / 230  | 1 / 57  | 0 / 47  | 1 / 21 | 0 / 308       | 5 / 2 074       | ELA                |
|       | Pessoas–Animais–Natureza (PAN)       | Liderança coletiva - Comissão Política Nacional (porta-voz: Inês Sousa Real) | Direito dos animais Pacifismo Ambientalismo Biocentrismo Decrescimento Democracia inclusiva                           | 1 / 230  | 1 / 57  | 0 / 47  | 0 / 21 | 0 / 308       | 0 / 2 074       | APEU               |
|       | Juntos pelo Povo (JPP)               | Élvio Sousa                                                                  | Catch-all Regionalismo                                                                                                | 1 / 230  | 0 / 57  | 11 / 47 | 0 / 21 | 1 / 308       | 5 / 2 074       | PDE                |
|       | Partido Ecologista "Os Verdes" (PEV) | Liderança coletiva                                                           | Ecossocialismo Ecologismo Pacifismo Política verde                                                                    | 0 / 230  | 0 / 57  | 0 / 47  | 0 / 21 | 1 / 308       | 0 / 2 074       | EGP                |
|       | Partido Popular Monárquico (PPM)     | Gonçalo da Câmara Pereira                                                    | Conservadorismo social Liberalismo económico Agrarianismo Monarquismo                                                 | 0 / 230  | 1 / 57  | 0 / 47  | 0 / 21 | 0 / 308       | 0 / 2 074       | ECPM               |
|       | Nós, Cidadãos! (NC)                  | Joaquim Rocha Afonso                                                         | Liberalismo | 0 / 230  | 0 / 57  | 0 / 47  | 0 / 21 | 0 / 308       | 5 / 2 074       | -                  |
|       | Grupo de Cidadãos Eleitores          | Grupo de Cidadãos Eleitores                                                  | Grupo de Cidadãos Eleitores                                                                                           | 0 / 230  | 0 / 57  | 0 / 47  | 0 / 21 | 19 / 308      | 134 / 2 074     |                    |
| TOTAL | TOTAL                                | TOTAL                                                                        | TOTAL | 230      | 57      | 47      | 21     | 308           | 2074            |                    |

#### Coligações
| Nome | Nome                                     | Membros        | Líderes                                      | Ideologia                                                       | AR       | Aç.     | Mad.    | EU     | Prs.M.   | Ver.M.      | Afiliação europeia      |
| ---- | ---------------------------------------- | -------------- | -------------------------------------------- | --------------------------------------------------------------- | -------- | ------- | ------- | ------ | -------- | ----------- | ----------------------- |
|      | Coligação Democrática Unitária (PCP-PEV) | PCP PEV ID(c)  | Paulo Raimundo (PCP) Heloísa Apolónia (PEV)  | Marxismo-leninismo Ecossocialismo Socialismo                    | 3 / 230  | 0 / 57  | 0 / 47  | 1 / 21 | 19 / 308 | 148 / 2 074 | (nenhuma) EGP (nenhuma) |
|      | Aliança Democrática (PPD/PSD.CDS–PP)     | PPD/PSD CDS–PP | Luís Montenegro (PPD/PSD) Nuno Melo (CDS–PP) | Conservadorismo Liberal Liberalismo Económico Democracia Cristã | 91 / 230 | 26 / 57 | 24 / 47 | 7 / 21 | 3 / 308  | 30 / 2 074  | EPP                     |

Notas:
↑(a)  Não inclui os presidentes de Câmara Municipal eleitos por coligações lideradas pelo partido.

↑(b)  Não inclui os vereadores eleitos pelas coligações.

↑(c)  Movimento político

### Inscritos no Tribunal Constitucional
Esta lista apresenta todos os partidos políticos atualmente reconhecidos pelo Tribunal Constitucional.
| Nome | Nome                                            | Sigla     | Líder                                                                        | Ideologia | Espectro                    | Inscrição        | M.E. |
| ---- | ----------------------------------------------- | --------- | ---------------------------------------------------------------------------- | --- | --------------------------- | ---------------- | ---- |
|      | Partido Comunista Português                     | PCP       | Liderança coletiva - Comité Central (secretário-geral: Paulo Raimundo)       | Comunismo, Marxismo-leninismo                                                                                              | Esquerda a extrema-esquerda | 1974             | Sim  |
|      | CDS – Partido Popular                           | CDS-PP    | Nuno Melo                                                                    | Democracia cristã, Conservadorismo, Liberalismo económico                                                                  | Direita                     | 1975 [ex-CDS]    | Sim  |
|      | Partido Social Democrata                        | PPD/PSD   | Luís Montenegro                                                              | Conservadorismo liberal | Centro-direita a direita    | 1975 [ex-PPD]    | Sim  |
|      | Partido Socialista                              | PS        | José Luís Carneiro                                                           | Social-democracia, Keynesianismo, Progressismo                                                                             | Centro-esquerda             | 1975             | Sim  |
|      | Partido Comunista dos Trabalhadores Portugueses | PCTP/MRPP | Cidália Guerreiro                                                            | Comunismo, Marxismo, Maoismo                                                                                               | Extrema-esquerda            | 1975 [ex-MRPP]   | Não  |
|      | Partido Popular Monárquico                      | PPM       | Gonçalo da Câmara Pereira                                                    | Conservadorismo social, Liberalismo económico, Agrarianismo, Monarquismo                                                   | Direita                     | 1975             | Sim  |
|      | Partido Ecologista "Os Verdes"                  | PEV       | Liderança coletiva                                                           | Ecossocialismo, Ecologismo, Pacifismo, Política verde                                                                      | Esquerda                    | 1982 [ex-MEP-PV] | Sim  |
|      | Partido da Terra                                | MPT       | Pedro Soares Pimenta                                                         | Conservadorismo verde, Ecocapitalismo, Liberalismo verde, Humanismo                                                        | Centro a centro-direita     | 1993             | Não  |
|      | Bloco de Esquerda                               | B.E.      | Liderança coletiva - Comissão Política (coordenadora: Mariana Mortágua)      | Socialismo democrático, Progressismo, Populismo de esquerda, Ecossocialismo                                                | Esquerda a extrema-esquerda | 1999             | Sim  |
|      | Partido Trabalhista Português                   | PTP       | Raquel Coelho                                                                | Socialismo democrático, Social-democracia, Trabalhismo                                                                     | Centro-esquerda a Esquerda  | 2009             | Não  |
|      | Pessoas–Animais–Natureza                        | PAN       | Liderança coletiva - Comissão Política Nacional (porta-voz: Inês Sousa Real) | Direito dos animais, Pacifismo, Ambientalismo, Biocentrismo, Decrescimento, Democracia inclusiva                           | Centro-esquerda             | 2011             | Sim  |
|      | Movimento Alternativa Socialista                | MAS       | Liderança coletiva                                                           | Socialismo, Trotskismo,Euroceticismo                                                                                       | Esquerda a extrema-esquerda | 2013             | Não  |
|      | LIVRE                                           | L         | Liderança coletiva - Grupo de Contacto (porta-voz: Rui Tavares)              | Ecossocialismo, Social-democracia, Política verde, Progressismo, Europeísmo, Democracia deliberativa                       | Centro-esquerda a esquerda  | 2014 [ex-L/TDA]  | Sim  |
|      | Juntos pelo Povo                                | JPP       | Élvio Sousa                                                                  | Catch-all, Regionalismo | Centro a centro-esquerda    | 2015             | Sim  |
|      | Alternativa Democrática Nacional                | ADN       | Bruno Fialho                                                                 | Populismo, Conservadorismo                                                                                                 | Extrema-Direita             | 2015 [ex-PDR]    | Não  |
|      | Nós, Cidadãos!                                  | NC        | Joaquim Rocha Afonso                                                         | Liberalismo | Centro a centro-direita     | 2015             | Sim  |
|      | (A)TUA                                          | A)T       | Rui Lima                                                                     | Direitos dos Pensionistas, Antiausteridade, Populismo                                                                      | Sincrético                  | 2015 [ex-PURP]   | Não  |
|      | Iniciativa Liberal                              | IL        | Mariana Leitão                                                               | Liberalismo económico, Liberalismo clássico                                                                                | Direita                     | 2017             | Sim  |
|      | CHEGA                                           | CH        | André Ventura                                                                | Nacional-conservadorismo, Nacionalismo, Conservadorismo social, Liberalismo económico, Populismo de direita, Euroceticismo | Extrema-direita             | 2019             | Sim  |
|      | Reagir Incluir Reciclar                         | R.I.R.    | Márcia Henriques                                                             | Populismo, Humanismo, Pacifismo, Universalismo                                                                             | Sincrético                  | 2019             | Não  |
|      | Volt Portugal                                   | VP        | Ana Carvalho Duarte Costa                                                    | Federalismo europeu, Social liberalismo, Progressismo                                                                      | Centro a centro-esquerda    | 2020             | Não  |
|      | Nova Direita                                    | ND        | Ossanda Liber                                                                | Conservadorismo social, Liberalismo económico, Populismo de Direita, Conservadorismo liberal                               | Direita                     | 2024             | Não  |
|      | Partido Liberal Social                          | PLS       | José Cardoso                                                                 | Liberalismo, Liberalismo social                                                                                            | Centro a centro-direita     | 2025             | Não  |

### Lista de partidos e coligações extintas
Esta lista apresenta os partidos que já foram reconhecidos pelo Supremo Tribunal de Justiça ou pelo Tribunal Constitucional mas que já não existem ou cessaram a sua actividade.

#### Partidos
| Nome | Nome                                                                                | Sigla    | Fundador(es)                    | M.E. | Ideologia | Espectro                    | Inscrição              | Dissolução |
| ---- | ----------------------------------------------------------------------------------- | -------- | ------------------------------- | ---- | --- | --------------------------- | ---------------------- | ---------- |
|      | Movimento Democrático Português / Comissão Democrática Eleitoral                    | MDP/CDE  | José Manuel Tengarrinha         | Sim  | Socialismo | Esquerda                    | 1975                   | 1994       |
|      | União Democrática Popular                                                           | UDP      | João Pulido Valente             | Sim  | Marxismo, Socialismo | Esquerda a extrema-esquerda | 1975                   | 2005       |
|      | Associação para a Defesa dos Interesses de Macau                                    | ADIM     | Diamantino de Oliveira Ferreira | Sim  | Conservadorismo | Direita                     | 1975                   | 1999       |
|      | União da Esquerda para a Democracia Socialista                                      | UEDS     | António Lopes Cardoso           | Sim  | Autogestão, Socialismo, Socialismo democrático | Esquerda                    | 1979                   | 1986       |
|      | Acção Social Democrata Independente                                                 | ASDI     | António de Sousa Franco         | Sim  | Social-democracia, Socialismo democrático | Centro-esquerda             | 1980                   | 1985       |
|      | Partido Renovador Democrático                                                       | PRD      | Hermínio Martinho               | Sim  | Eanismo, Terceira via, Populismo | Centro a centro-esquerda    | 1985                   | 2000       |
|      | Partido da Solidariedade Nacional                                                   | PSN      | Manuel Sérgio                   | Sim  | Humanismo, Populismo | Sincrético                  | 1990                   | 2006       |
|      | Partido da Democracia Cristã                                                        | PDC      | José Sanches Osório             | Não  | Democracia cristã, Nacionalismo português, Conservadorismo, Populismo de direita                                                                          | Direita                     | 1975                   | 2004       |
|      | Movimento de Esquerda Socialista                                                    | MES      | Jorge Sampaio                   | Sim  | Socialismo, Socialismo cristão | Esquerda                    | 1975                   | 1981       |
|      | Partido Trabalhista                                                                 | PT       | Heduíno Gomes                   | Não  | Maoismo, Nacionalismo de esquerda | Extrema-esquerda            | 1975 [ex-AOC]          | 1983       |
|      | Organização Comunista Marxista-Leninista Portuguesa                                 | OCMLP    |                                 | Não  | Comunismo, Marxismo-leninismo | Extrema-esquerda            | 1975 [ex-FEC(m-l)]     | 1988       |
|      | Partido de Unidade Popular                                                          | PUP      |                                 | Não  | Maoismo | Extrema-esquerda            | 1975                   | 1976       |
|      | Frente Socialista Popular                                                           | FSP      | Manuel Serra                    | Sim  | Socialismo | Esquerda                    | 1975                   | 2004       |
|      | Partido Revolucionário dos Trabalhadores                                            | PRT      |                                 | Não  | Trotskismo, Marxismo, Comunismo | Extrema-esquerda            | 1975                   | 1979       |
|      | Centro Democrático de Macau                                                         | CDM      |                                 | Não  | Social-democracia | Centro-esquerda             | 1975                   | 1999       |
|      | Liga Comunista Internacionalista                                                    | LCI      | João Cabral Fernandes           | Não  | Trotskismo | Extrema-esquerda            | 1975                   | 1978       |
|      | Partido Comunista de Portugal (marxista-leninista)                                  | PCP(m-l) | Heduíno Gomes                   | Não  | Maoismo, Anti-imperialismo | Extrema-esquerda            | 1976                   | 1980       |
|      | Grupos Dinamizadores de Unidade Popular                                             | GDUP's   |                                 | Sim  | Marxismo, Anticapitalismo, Socialismo revolucionário, Antifascismo                                                                                        | Extrema-esquerda            | 1976                   | 1977       |
|      | Partido Socialista Revolucionário                                                   | PSR      | Francisco Louçã                 | Sim  | Trotskismo, Feminismo | Esquerda a extrema-esquerda | 1978                   | 2008       |
|      | Movimento Independente para a Reconstrução Nacional / Partido da Direita Portuguesa | MIRN/PDP | Kaúlza de Arriaga               | Não  | Nacionalismo português, Conservadorismo, Neosalazarismo                                                                                                   | Extrema-direita             | 1979                   | 1984       |
|      | Partido Operário de Unidade Socialista                                              | POUS     | Carmelinda Pereira              | Não  | Socialismo, Trotskismo | Extrema-esquerda            | 1979 [ex-MUT]          | 2020       |
|      | Partido Democrático do Atlântico                                                    | PDA      | Teodoro de Sousa Pedro          | Não  | Liberalismo social, Social-democracia,Autodeterminação, Democracia direta                                                                                 | Sincrético                  | 1979 [ex-UDA/PDA]      | 2015       |
|      | Força de Unidade Popular                                                            | FUP      | Otelo Saraiva de Carvalho       | Não  | Socialismo revolucionário,Anticapitalismo | Extrema-esquerda            | 1980                   | 2004       |
|      | Partido Socialista dos Trabalhadores                                                | PST      |                                 | Não  | Socialismo revolucionário, Trotskismo | Extrema-esquerda            | 1980                   | 1981       |
|      | Partido Comunista (Reconstruído)                                                    | PC(R)    |                                 | Não  | Marxismo-leninismo | Extrema-esquerda            | 1981                   | 1992       |
|      | Frente da Esquerda Revolucionária                                                   | FER      | Gil Garcia                      | Não  | Trotskismo | Extrema-esquerda            | 1983 [ex-LST]          | 2005       |
|      | Política XXI                                                                        | PXXI     | Miguel Portas                   | Sim  | Progressismo, Socialismo democrático | Esquerda                    | 1994                   | 2008       |
|      | Partido Português das Regiões                                                       | PPR      | Arlindo Neves                   | Sim  | Conservadorismo liberal, Regionalismo | Direita                     | 1995                   | 1998       |
|      | Partido da Gente                                                                    | PG       | Edir Macedo                     | Não  | Esquerda cristã, Socialismo cristão | Esquerda                    | 1995                   | 1999       |
|      | Partido Humanista                                                                   | P.H.     | Manuela Magno                   | Não  | Humanismo, Pacifismo, Liberalismo | Centro                      | 1999                   | 2015       |
|      | Movimento pelo Doente                                                               | MD       | Vitorino Brandão                | Não  | Humanismo | Sincrético                  | 2002                   | 2007       |
|      | Nova Democracia                                                                     | PND      | Manuel Monteiro                 | Sim  | Conservadorismo, Populismo de direita, Euroceticismo | Direita                     | 2003                   | 2015       |
|      | Movimento Esperança Portugal                                                        | MEP      | Rui Marques                     | Não  | Centrismo, Liberalismo | Centro                      | 2008                   | 2012       |
|      | Partido Liberal Democrata                                                           | PLD      | Eduardo Baptista Correia        | Não  | Liberalismo | Centro                      | 2008 [ex-MMS]          | 2019       |
|      | Partido Cidadania e Democracia Cristã                                               | PPV/CDC  | Luís Botelho Ribeiro            | Não  | Doutrina social da Igreja, Democracia cristã, Conservadorismo social, Populismo de direita                                                                | Direita                     | 2009 [ex-PPV]          | 2020       |
|      | Aliança                                                                             | A        | Pedro Santana Lopes             | Sim  | Conservadorismo fiscal, Liberalismo económico, Personalismo, Conservadorismo social                                                                       | Direita                     | 2018                   | 2025       |
|      | Ergue-te                                                                            | E        | Rui Fonseca e Castro            | Não  | Nacionalismo português, Conservadorismo social, Nacional-conservadorismo, Protecionismo, Anti-imigração, Populismo de direita, Euroceticismo, Monarquismo | Extrema-direita             | 2000 [ex-PRD e ex-PNR] | 2025       |

#### Coligações
| Nome | Nome                                                                                         | Fundador                                                             | História | Ideologia                                                                                                   | Espectro político           | Fundação                           | Dissolução                         |
| ---- | -------------------------------------------------------------------------------------------- | -------------------------------------------------------------------- | --- | --- | --------------------------- | ---------------------------------- | ---------------------------------- |
|      | AGIR (PTP-MAS)                                                                               | Joana Amaral Dias Amândio Madaleno Gil Garcia                        | Coligação entre o PTP e o MAS. | Socialismo, trabalhismo                                                                                     | Esquerda                    | 2015                               | 2015                               |
|      | Aliança Açores (CDS-PP.PPM) 1992 e 2015 (PPM.CDS-PP) 2020                                    |                                                                      | Coligação entre o CDS-PP e o PPM. Já se designou como Aliança Democrática-Açores (1992) e como Mais Corvo (2020).                                                                      | Democracia cristã, Conservadorismo,Liberalismo económico, Agrarianismo, Monarquismo                         | Direita                     | 1992 2015 2020                     | 1992 2015 2020                     |
|      | Aliança Democrática (AD)                                                                     | Francisco Sá Carneiro Diogo Freitas do Amaral Gonçalo Ribeiro Telles | Coligação entre o PPD/PSD, o CDS e o PPM. | Reformismo, Democracia cristã, Conservadorismo social                                                       | Centro-direita a direita    | 1979                               | 1983                               |
|      | Aliança Povo Unido (APU)                                                                     | Álvaro Cunhal                                                        | Coligação entre o PCP, o MDP/CDE e o Movimento Ecologista Português-Partido "Os Verdes" (MEP-PV).                                                                                      | Comunismo, Socialismo, Marxismo-leninismo, Ecossocialismo, Política verde                                   | Esquerda a extrema-esquerda | 1978                               | 1987                               |
|      | Basta! (PPM.PPV/CDC)                                                                         | André Ventura                                                        | Coligação entre o PPM e PPV/CDC, com apoio do Chega, na altura ainda por legalizar | Nacionalismo português, Conservadorismo social, Conservadorismo nacional, Monarquismo, Populismo de direita | Direita a extrema-direita   | 2019                               | 2019                               |
|      | Coligação Bloco de Esquerda-UDP (B.E.-UDP)                                                   |                                                                      | Coligação entre o B.E. e a UDP. | Socialismo, Marxismo, Trotskismo, Progressismo                                                              | Esquerda a extrema-esquerda | 2002                               | 2002                               |
|      | Coligação Ecologia e Futuro (PPM-MPT)                                                        |                                                                      | Coligação entre o PPM e o MPT. | Conservadorismo, Liberalismo verde, Ambientalismo, Monarquismo                                              | Centro-direita a direita    | 1995                               | 1995                               |
|      | FEH - Frente Ecologia e Humanismo (MPT-P.H.)                                                 | Pedro Quartin Graça Luís Filipe Guerra                               | Coligação entre o MPT e o P.H.. | Ambientalismo, Humanismo                                                                                    | Centro                      | 2009                               | 2009                               |
|      | Frente Eleitoral Povo Unido (FEPU)                                                           | Álvaro Cunhal                                                        | Coligação entre o PCP, o MDP/CDE e a FSP. | Comunismo, Socialismo, Marxismo-leninismo                                                                   | Esquerda a extrema-esquerda | 1976                               | 1978                               |
|      | Frente Eleitoral UDP/PSR (UDP/PSR)                                                           |                                                                      | Coligação entre a UDP e o PSR. | Socialismo, Marxismo, Trotskismo                                                                            | Esquerda a extrema-esquerda | 1983                               | 1983                               |
|      | Frente Republicana e Socialista (FRS)                                                        | Mário Soares António Lopes Cardoso António de Sousa Franco           | Coligação entre o PS, a ASDI e a UEDS. | Social-democracia, Socialismo democrático, Republicanismo                                                   | Centro-esquerda a esquerda  | 1980                               | 1982                               |
|      | Mudança (PS-PTP-PAN-MPT)                                                                     |                                                                      | Coligação entre o PS, o PTP, o PAN e o MPT. | Social-democracia,Trabalhismo, Direitos dos animais, Ambientalismo                                          | Centro-esquerda             | 2015                               | 2015                               |
|      | Partido da Democracia Cristã/Partido da Direita Portuguesa/Frente Nacional (PDC-MIRN/PDP-FN) |                                                                      | Coligação entre o PDC, o MIRN/PDP e a FN. | Nacionalismo português, Conservadorismo, Neosalazarismo                                                     | Direita a extrema-direita   | 1980                               | 1980                               |
|      | Partido Operário de Unidade Socialista (POUS/PST)                                            |                                                                      | Coligação entre o POUS e o PST. | Socialismo revolucionário, Trotskismo                                                                       | Extrema-esquerda            | 1980                               | 1980                               |
|      | Plataforma de Cidadania (PPM/PND)                                                            |                                                                      | Coligação entre o PPM e a PND. | Conservadorismo,Monarquismo, Populismo de direita, Euroceticismo                                            | Direita                     | 2012                               | 2012                               |
|      | Plataforma dos Cidadãos (PPM/PDA)                                                            |                                                                      | Coligação entre o PPM e o PDA. Já se designou CDA - Convergência Democrática Açoriana (2000).                                                                                          | Conservadorismo, Monarquismo,Autodeterminação                                                               | Direita                     | 2000 2015                          | 2000 2015                          |
|      | Portugal à Frente (PPD/PSD.CDS-PP)                                                           | Pedro Passos Coelho Paulo Portas                                     | Coligação entre o PPD/PSD e o CDS-PP. Já se designou como Aliança Portugal (2014), Força Portugal (2009), Coligação Açores (2004), Madeira Primeiro (2022, 2024), Somos Madeira (2023) | Conservadorismo social, Liberalismo económico, Democracia cristã, Neoliberalismo                            | Centro-direita a direita    | 2004 2009 2014 2015 2022 2023 2024 | 2004 2009 2014 2015 2022 2023 2024 |
|      | Alternativa 21 (MPT.A)                                                                       | Pedro Soares Pimenta (MPT) Jorge Nuno de Sá (A)                      | Coligação entre o Partido da Terra e o Aliança | Conservadorismo verde                                                                                       | Centro-direita a direita    | 2024                               | 2024                               |

### Outras organizações e movimentos políticos
- ADSDI - Agrupamento dos Deputados Sociais-Democratas Independentes (1976-1980)
- APP - Associação Portugueses Primeiro (2015-)
- CIL - Confederação Integralista Lusitana (2023-2024)
- CODECO - Comandos Operacionais de Defesa da Civilização Ocidental (1975-1983)
- CARP(ML) - Comité de Apoio à Reconstrução do Partido (marxista-leninista) (1973-1975)
- CMLP - Comité Marxista-Leninista Português (1964-1970s)
- CCR(ML) - Comités Comunistas Revolucionários (Marxistas-Leninistas) (1970-1974)
- ELP - Exército de Libertação de Portugal (1975-1976)
- FN-NM - Força Nacional - Nova Monarquia (1983-1989)
- FDU - Frente Democrática Unida (1974-1975)
- FLA - Frente de Libertação dos Açores (1974-atualidade)
- FUR - Frente de Unidade Revolucionária (1975)
- FN - Frente Nacional (1980)
- FN - Frente Nacional (2004-2008)
- FM - Fórum Manifesto (2014-atualidade)
- ID - Intervenção Democrática (1987-atualidade)
- LUAR - Liga de Unidade e Acção Revolucionária (1967-1976)
- MAN - Movimento de Acção Nacional (1985-1992)
- MIC - Movimento de Intervenção e Cidadania (2006-20??)
- MON - Movimento de Oposição Nacional (2010-2014)
- MDLP - Movimento Democrático de Libertação de Portugal (1975-1976)
- MR - Movimento dos Reformadores (1979-1985)
- MLS - Movimento Liberal Social (2005-20??)
- MPP - Movimento Popular Português (1974)
- MSN - Movimento Social Nacionalista (2015-atualidade)
- NOS - Nova Ordem Social (2014-2019)
- NP -  Nova Portugalidade (2016-atualidade)
- ON - Ordem Nova (1978-1982)
- ORPC(ML) - Organização para a Reconstrução do Partido Comunista (marxista-leninista) (1974-1976)
- OUT - Organização Unitária de Trabalhadores (1978)
- PC(ML)P - Partido Comunista (Marxista-Leninista) Português (1978)
- PP/MFP - Partido do Progresso / Movimento Federalista Português (1974)
- PL - Partido Liberal (1974)
- PNP - Partido Nacionalista Português (1974)
- PRP-BR - Partido Revolucionário do Proletariado (1973-1980)
- PSDI - Partido Social Democrata Independente (1974)
- PTDP - Partido Trabalhista Democrático Português (1970-1974)
- Plataforma de Esquerda (1992-1999)
- Reconquista (2023-atualidade)
- Ruptura/FER (2000-atualidade como MAS)
- SUV - Soldados Unidos Vencerão (1975)
- TDA - Tempo de Avançar (2015-2017)
- UCRP(ML) - União Comunista para a Reconstituição do Partido (Marxista-Leninista) (1975-1978)
- UMLP - União Marxista-Leninista Portuguesa (2020-atualidade)
- URML - Unidade Revolucionária Marxista-Leninista (1970-1975)

## Partidos políticos e agremiações políticas durante o Estado Novo (1926  — 1974)

### Estado Novo
| Nome | Nome                  | Sigla | Fundador(es)                | Ideologia(s) | Espectro                  | início | fim  |
| ---- | --------------------- | ----- | --------------------------- | --- | ------------------------- | ------ | ---- |
|      | União Nacional        | UN    | António de Oliveira Salazar | Nacionalismo português, Fascismo, Integralismo Lusitano, Conservadorismo, Doutrina Católica, Conservadorismo social, Conservadorismo nacional, Corporativismo | Extrema-direita           | 1930   | 1970 |
|      | Ação Nacional Popular | ANP   | Marcello Caetano            | Nacionalismo português, Marcellismo, Conservadorismo, Conservadorismo social, Conservadorismo nacional, Liberalismo económico                                 | Direita a extrema-direita | 1970   | 1974 |

### Oposição
| Nome | Nome                                       | Sigla | Fundador(es)                                                                          | Ideologia(s)                                                                                               | Espectro                    | início | fim  |
| ---- | ------------------------------------------ | ----- | ------------------------------------------------------------------------------------- | --- | --------------------------- | ------ | ---- |
|      | Partido Comunista Português                | PCP   | José Carlos Rates                                                                     | Comunismo, Marxismo-leninismo                                                                              | Esquerda a extrema-esquerda | 1921   | —    |
|      | Liga de Defesa da República                | LDR   | Afonso Costa Álvaro de Castro José Domingues dos Santos Jaime Cortesão António Sérgio | Republicanismo, Radicalismo, Liberalismo, Liberalismo clássico, Conservadorismo, Democracia constitucional | Centro-esquerda a direita   | 1927   | 1940 |
|      | Movimento de Unidade Nacional Antifascista | MUNAF | Norton de Matos                                                                       | Antifascismo, Pró-democracia                                                                               | Sincrético                  | 1943   | 1945 |
|      | Movimento de Unidade Democrática           | MUD   |                                                                                       | Socialismo, Antifascismo, Republicanismo, Pró-democracia                                                   | Esquerda                    | 1945   | 1948 |
|      | Frente Nacional                            | FN    |                                                                                       | Ultranacionalismo, Neonazismo, Neofascismo                                                                 | Extrema-direita             | 1959   | 1959 |
|      | Comissão Eleitoral de Unidade Democrática  | CEUD  | Mário Soares                                                                          | Socialismo democrático, Social-democracia, Antifascismo, Pró-democracia                                    | Centro-esquerda             | 1969   | 1970 |
|      | Comissão Democrática Eleitoral             | CDE   |                                                                                       | Socialismo, Marxismo, Antifascismo, Pró-democracia                                                         | Esquerda                    | 1969   | 1969 |
|      | Comissão Eleitoral Monárquica              | CEM   |                                                                                       | Monarquismo                                                                                                | Direita                     | 1969   | 1969 |

### Outras agremiações políticas durante o Estado Novo
- Legião Vermelha - (1919)
- UNR - União Nacional Republicana (1927)
- Liga 28 de Maio - (1927)
- ALP - Aliança Libertária Portuguesa (1931)
- ARS - Aliança Republicana e Socialista (1931)
- FARP - Federação Anarquista da Região Portuguesa (1932)
- MNS - Movimento Nacional Sindicalista (1933)
- PSI - Partido Socialista Independente (1943)
- NS - Nacional Sindicalistas (1943)
- US - União Socialista (1944)
- GAC - Grupos Antifascistas de Combate (1944)
- PT - Partido Trabalhista (1945)
- JSP - Juventude Socialista Portuguesa (1946)
- PSO - Partido Social Operário (1947)
- PPIS - Pacto Político de Integração Socialista (1948)
- AS -  Aliança Socialista (1949)
- MND - Movimento Nacional Democrático (1950)
- FSU - Frente Socilista para Unificado (1952)
- FS -  Frente Socialista (1952)
- RRS - Resistência Republicana e Socialista, grupo liderado por Mário Soares (1953)
- ADS -  Acção Democrato Social (1956)
- PPM - Partido Popular Monárquico (1957)
- FPLN - Frente Patriótica de Libertação Nacional (1962)
- JRP - Junta Revolucionária Portuguesa (1962), presidida pelo General Humberto Delgado
- FAP - Frente de Acção Popular e Antifascista (1963)
- CM-LP - Comité Marxista-Leninista Português (1964)
- MAR - Movimento de Acção Revolucionária (1964)
- MMI - Movimento Monárquico Independente (1965)
- LUAR - Liga de Unidade e Acção Revolucionária (1967)
- Ala Liberal - deputados eleitos nas listas da ANP, que pretendiam reformar internamente o regime (1969)
- MOD - Movimento de Oposição Democrática (1968)
- CCRM-L - Comités Comunistas Revolucionários Marxistas-Leninistas (1970)
- ARA - Acção Revolucionária Armada (1970), criada pelo PCP para luta armada contra o regime
- BR - Brigadas Revolucionárias (1970)
- PCP (M-L) - Partido Comunista de Portugal (Marxista-Leninista) (1970)
- MRPP - Movimento Reorganizativo do Proletariado (1970)
- MJD - Movimento da Juventude Democrática (1970)
- URML - Unidade Revolucionária Marxista Leninista (1971)
- MDE - Movimento Democrático Estudantil (1971)
- CLAC - Comités de Luta Anticolonial e Anti-Imperialista (1972)
- FEM-L - Federação dos Estudantes Marxistas-Leninistas  (1972)
- PRP-BR - Partido Revolucionário do Proletariado (1973) - passa a integrar as Brigadas Revolucionárias (BR)
- PS - Partido Socialista (1973)
- LCI - Liga Comunista Internacionalista (1973)
- CNSPP - Comissão Nacional de Socorro aos Presos Políticos (1973)
- CBS - Comissões de Base Socialistas (1973)

## Partidos e agremiações políticas durante a I República (1910 — 1926)
| Nome | Nome                                           | Fundador                                                                      | Ideologia | Espectro                    | Fundação | Dissolução                     |
| ---- | ---------------------------------------------- | ----------------------------------------------------------------------------- | --- | --------------------------- | -------- | ------------------------------ |
|      | Partido Comunista Português                    | - Fundação coletiva                                                           | Comunismo, Marxismo-leninismo                                                                                     | Esquerda a extrema-esquerda | 1921     | atualidade                     |
|      | Partido Socialista Português                   | - Ramada Curto - Amâncio Alpoim                                               | Socialismo | Esquerda                    | 1875     | 1933                           |
|      | Partido Reformista                             |                                                                               | Republicanismo | Centro-esquerda             | 1921     | 1926                           |
|      | Partido Republicano da Esquerda Democrática    | - António Resende                                                             | Socialismo, Socialismo democrático, Marxismo, Republicanismo                                                      | Esquerda                    | 1924     | 1933                           |
|      | Partido Democrático                            | - Afonso Costa                                                                | Republicanismo, Social-democracia, Radicalismo, Anticlericalismo, Socialismo                                      | Centro-esquerda             | 1912     | 1926                           |
|      | Partido Republicano Português                  | - Afonso Costa                                                                | Republicanismo, Antimonarquismo, Liberalismo, Radicalismo, Anticlericalismo, Secularismo                          | Centro a centro-esquerda    | 1876     | 1912 (de facto) 1926 (de jure) |
|      | Partido Regionalista                           |                                                                               | Regionalismo | —                           | 1921     | 1926                           |
|      | União dos Interesses Económicos                |                                                                               | | —                           | 1924     | 1926                           |
|      | Partido da União Republicana                   | - Brito Camacho                                                               | Nacionalismo, Conservadorismo, Liberalismo clássico, Republicanismo                                               | Centro-direita a direita    | 1912     | 1919                           |
|      | Partido Republicano Evolucionista              | - António José de Almeida                                                     | Liberalismo, Conservadorismo liberal, Liberalismo clássico, Republicanismo                                        | Centro-direita              | 1912     | 1919                           |
|      | Partido Liberal Republicano                    | - António Granjo                                                              | Conservadorismo, Conservadorismo liberal, Liberalismo clássico, Nacionalismo, Sidonismo, anti-Partido Democrático | Direita                     | 1919     | 1923                           |
|      | Centro Católico Português                      | - Alberto Pinheiro Torres - Diogo Pacheco de Amorim - José Fernandes de Sousa | Nacionalismo, Conservadorismo, Tradicionalismo, Catolicismo                                                       | Extrema-direita             | 1917     | 1933                           |
|      | Ação Realista Portuguesa                       | - Alfredo Pimenta - Caetano Beirão                                            | Monarquismo, Integralismo lusitano, Nacionalismo, Tradicionalismo, Catolicismo                                    | Extrema-direita             | 1923     | 1926                           |
|      | Partido Nacional Republicano                   | - Sidónio Pais                                                                | Sidonismo, Nacionalismo, Conservadorismo                                                                          | Direita                     | 1918     | 1923                           |
|      | Partido Centrista Republicano                  | - António Egas Moniz                                                          | Conservadorismo social, anti-Partido Democrático                                                                  | Direita                     | 1917     | 1918                           |
|      | Partido Republicano Popular                    |                                                                               | Republicanismo | Direita                     | 1919     | 1919                           |
|      | Partido Radical                                |                                                                               | Radicalismo | Direita                     | 1923     | 1926                           |
|      | União Liberal Republicana                      | - Francisco da Cunha Leal                                                     | Nacionalismo | Direita                     | 1926     | 1928                           |
|      | Partido Republicano da Reconstituição Nacional | - Álvaro de Castro                                                            | Nacionalismo, Republicanismo, Conservadorismo, Sidonismo                                                          | Direita                     | 1920     | 1923                           |
|      | Partido Republicano Nacionalista               |                                                                               | Nacionalismo, Conservadorismo, Conservadorismo social, Sidonismo, anti-Partido Democrático                        | Direita                     | 1923     | 1926                           |
|      | Causa Monárquica                               | - Manuel Maria de Assis Eugénio                                               | Monarquismo, Conservadorismo, Conservadorismo social, Nacionalismo, Tradicionalismo                               | Direita                     | 1911     | 1926                           |
|      | Cruzada Nun'Álvares                            | - João Afonso Miranda                                                         | Nacionalismo, Conservadorismo                                                                                     | Extrema-direita             | 1918     | 1938                           |
|      | Integralismo Lusitano                          | - Francisco Rolão Preto                                                       | Nacionalismo, Tradicionalismo, Catolicismo, Monarquismo, Nacional-sindicalismo                                    | Extrema-direita             | 1914     | 1932                           |

### Outros movimentos políticos
- União Católica

- União Cívica (grupo da Seara Nova)

## Partidos e agremiações políticas durante a Monarquia Constitucional (1820 — 1910)
Direita
- Partido Regenerador (1851-1910)
- Esquerda Dinástica (1887-1890)
- Partido Regenerador Liberal (1901-1910) (Partido Franquista)
- Partido Nacionalista (1903-1910)
- Partido Avilista (1868-1879)

Centro
- Partido Constituinte (1871-1883)

- PRP - Partido Republicano Português (1876-1912/1926)

Esquerda
- Partido Histórico (1852-1876)
- Partido Reformista (1870-1876)

— da fusão dos dois anteriores resultou o novo (Pacto da Granja):
- Partido Progressista (1876-1910)
- Dissidência Progressista (1905-1910)

- PSP - Partido Socialista Português (1875-1933)

Primeiro liberalismo
- Cartistas - de tendência conservadora, predecessores do Partido Regenerador;
- Vintistas - de tendência radical, a partir de 1836 chamados Setembristas (devido à Revolução de Setembro) ou Arsenalistas, e redesignados em 1842 como Progressistas.